# Kara Springer
Kara Springer là một nhà thiết kế công nghiệp người Canada và nghệ sĩ thị giác của di sản Jamaica và Bajan, sinh ra ở Bridsville, Barbados và lớn lên ở Nam Ontario, Canada.

## Sự nghiệp
Tên của Springer đã được đăng trên "Nghệ sĩ về chính trị", một tạp chí nghệ thuật in, trong phần có tiêu đề, "Simone Leigh nhóm BLACK WOMEN ARTISTS thành BLACK WOMEN ARTISTS MATTER để phản ứng với bạo lực phi thể chế liên tục chống lại cuộc sống đen". Tác phẩm của Springer đã được trưng bày ở Đức tại Bảo tàng Angewandte Kunst, ở Ý, Politecnico di Torino, Trung tâm văn hóa Belém ở Bồ Đào Nha, và Jamaica Biennial 2014.

## Công trình

### Kaya Birth Stool, 2008
Springer đã thành lập Kaya Birth Stool 2008, hoạt động như một công cụ nhằm cung cấp sự thoải mái và hỗ trợ trong quá trình sinh nở.

### Translations,2015
Translations, được tạo ra với sự hợp tác của Christian Campbell, nhà thơ và nhà phê bình văn hóa, là một bản cài đặt đa phương tiện đề cập đến các khái niệm liên quan đến bộ nhớ, thực hành liên ngành, lưu trữ và thẩm mỹ, diễn ra vào ngày 8 tháng 4 năm 2015 tại Nhà máy điện. Các bản dịch tích hợp hình ảnh, văn bản và âm thanh, và hoạt động như một sự tôn vinh dành cho Terry Adkins (1953 Từ2014), một nghệ sĩ người Mỹ đã chết, ngoài ra, là một phản ứng với triển lãm song song tại Nhà máy điện, Cuộc trò chuyện chưa hoàn thành: Mã hóa/Giải mã.

### A Small Matter of Engineering (Phần 2), 2016
Springer đã tạo ra một tác phẩm điêu khắc có tiêu đề, Một vấn đề nhỏ về kỹ thuật (Phần 2), trong đó có dòng chữ "Người da trắng. Làm một cái gì đó, "đã được cài đặt trước Trường Nghệ thuật Tyler vào tháng 9 năm 2016.